# 淡黄豆腐柴
淡黄豆腐柴（学名：Premna flavescens）为马鞭草科豆腐柴属下的一个种。

## 扩展阅读
維基物種上的相關：淡黄豆腐柴